# Marisa Paredes

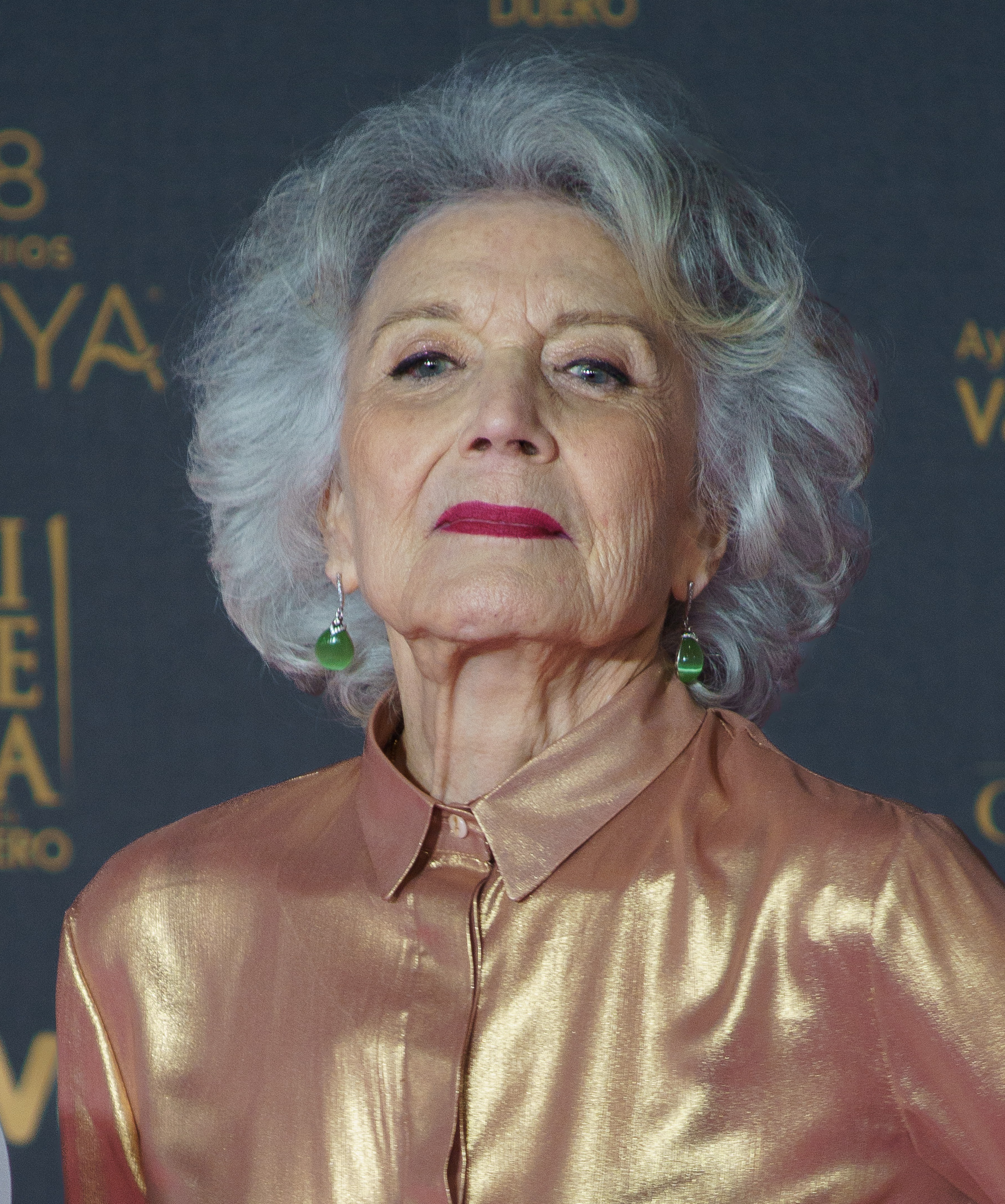
Marisa Paredes (2024)

Marisa Paredes (* 3. April 1946 in Madrid; † 17. Dezember 2024 ebenda; eigentlich María Luisa Paredes Bartolomé) war eine spanische Schauspielerin.

## Leben
Marisa Paredes studierte am Konservatorium der Dramatischen Künste in Madrid. Sie wirkte als Schauspielerin vor der Kamera von 1960 bis 2024 in mehr als 120 Film- und Fernsehproduktionen mit. Einem großen Publikum ist sie vor allem durch ihre langjährige Zusammenarbeit mit dem Regisseur Pedro Almodóvar bekannt geworden.
Paredes war bis zu dessen Tod mit dem Regisseur und Drehbuchautor Antonio Isasi-Isasmendi verheiratet. Ihre gemeinsame Tochter María Isasi (* 1975) ist ebenfalls als Schauspielerin tätig.
Paredes starb am 17. Dezember 2024 im Alter von 78 Jahren. Der Ministerpräsident Pedro Sánchez würdigte Paredes in einem Nachruf als eine der bedeutendsten Schauspielerinnen, die das Land Spanien je hervorgebracht habe.

## Deutsche Synchronsprecher
Marisa Paredes hatte im deutschsprachigen Raum keine Standardsprecherin und wurde unter anderem von Judy Winter, Gisela Fritsch und Katarina Tomaschewsky synchronisiert.

## Ehrungen
- Nominierung für Filmpreis Goya:
  - 1988 – Beste Nebendarstellerin für Cara de acelga
  - 1996 – Beste Hauptdarstellerin für Mein blühendes Geheimnis (La flor de mi secreto)
- 2000: Jurymitglied der Berlinale
- 2018: Ehren-Goya für ihr Lebenswerk
- Médaille de la Ville de Paris

## Filmografie (Auswahl)
- 1961: Schreie durch die Nacht (Gritos en la noche)
- 1968: Requiem für Django (Réquiem para el gringo)
- 1980: Erste Werke (Ópera prima)
- 1983: Das Kloster zum heiligen Wahnsinn (Entre tinieblas)
- 1986: Im Glaskäfig (Tras el cristal)
- 1991: High Heels (Tacones lejanos)
- 1995: Mein blühendes Geheimnis (La flor de mi secreto)
- 1996: Tagebuch eines Vergewaltigers (Cronaca di un amore violato)
- 1997: Das Leben ist schön (La vita è bella)
- 1998: Talk of Angels
- 1999: Alles über meine Mutter (Todo sobre mi madre)
- 1999: Keine Post für den Oberst (El Coronel no tiene quien le escriba)
- 2001: The Devil’s Backbone (El Espinazo del diablo)
- 2005: Schwule Mütter ohne Nerven (Reinas)
- 2006: Ein Song zum Verlieben (Four Last Songs)
- 2011: Die Haut, in der ich wohne (La piel que habito)
- 2012: Lines of Wellington – Sturm über Portugal
- 2013: Traumland
- 2015: Latin Lover
- 2018: Petra
- 2019: Trotz allem (A pesar de todo)
- 2019: De sable et de feu
- 2021: Las cartas perdidas